# Liste der Mitglieder der American Academy of Arts and Sciences/2002
Im Jahr 2002 wählte die American Academy of Arts and Sciences 206 Personen zu ihren Mitgliedern.

## Neugewählte Mitglieder
- Chinua Achebe (1930–2013)
- Bernard Agranoff (1926–2022)
- Amnon Aharony (* 1943)
- Giuliano Amato (* 1938)
- Richard A. Andersen (* 1950)
- David J. Anderson (* 1956)
- Nancy Andreasen (* 1938)
- R. Douglas Arnold (* 1950)
- Cornelia Bargmann (* 1961)
- Wolfgang Baumeister (* 1946)
- Adriaan Bax (* 1956)
- Ted Belytschko (1943–2014)
- Lewis W. Bernard (* 1941)
- Leonard Binder (1927–2015)
- Kenneth Binmore (* 1940)
- Joel S. Birnbaum (* 1937)
- Mina Bissell (* 1940)
- Richard W. Blundell (* 1952)
- Jean Sutherland Boggs (1922–2014)
- Robert Boruch (* 1942)
- Ronald N. Bracewell (1921–2007)
- Édouard Brézin (* 1938)
- Reinhold Brinkmann (1934–2010)
- Robert L. Bryant (* 1953)
- Mark A. Cane (* 1944)
- F. Stuart Chapin III (* 1944)
- David D. Clark (* 1944)
- John Allen Clements (1923–2024)
- William Coblentz (1922–2010)
- Joshua Cohen (* 1951)
- Lewis W. Coleman (* 1942)
- Rita R. Colwell (* 1934)
- Joan Conaway (* 1956)
- Ron Conaway (* 1956)
- Bonnie Costello (* 1950)
- Shaun R. Coughlin (* 1954)
- Sheldon H. Danziger (* 1948)
- Robyn Dawes (1936–2010)
- Bryce DeWitt (1923–2004)
- Ann Douglas (* 1942)
- Ronald Drever (1931–2017)
- Richard Durrett (* 1951)
- Carol Dweck (* 1946)
- William S. Edgerly (* 1927)
- William Fash (* 1954)
- James D. Fearon (* 1962)
- Robert A. Ferguson (* 1942)
- Frances D. Fergusson (* 1944)
- Mark Fishman (* 1951)
- Philip Frickey (1953–2010)
- David B. Frohnmayer (1940–2015)
- James G. Fujimoto (* 1957)
- Robert Gagosian (* 1944)
- Jonathan Galassi (* 1949)
- Catherine Gallagher (* 1945)
- William Anthony Gamson (1934–2021)
- Héctor García-Molina (1954–2019)
- Alice Gast (* 1958)
- Apostolos P. Georgopoulos (* 1944)
- Howard Gest (1921–2012)
- Irma Gigli (* 1931)
- Linda Gordon (* 1940)
- Anthony Grafton (* 1950)
- Everett Peter Greenberg (* 1948)
- Robert Greenstein (* 1946)
- Theodore Groves (* 1941)
- Gustavo Gutiérrez (1928–2024)
- Brian K. Hall (* 1941)
- Delon Hampton (* 1933)
- Joe Harris (* 1951)
- William V. Harris (* 1938)
- Siegfried S. Hecker (* 1943)
- Michael Henry Heim (1943–2012)
- Brian M. Hoffman (* 1941)
- Steven Holl (* 1947)
- Michael J. Hopkins (* 1958)
- Amos Hostetter (* 1937)
- Amo Houghton (1926–2020)
- Kendall Houk (* 1943)
- A. James Hudspeth (* 1945)
- Anjelica Huston (* 1951)
- Keith Jarrett (* 1945)
- Jacqueline Jones (* 1948)
- Randy H. Katz (* 1955)
- Carlos Kenig (* 1953)
- Edward Kennedy (1932–2009)
- Mary B. Kennedy (* 1947)
- William Kennedy (* 1928)
- Donald Keough (1926–2015)
- David A. Kessler (* 1952)
- Philip S. Khoury (* 1949)
- Susan Kidwell (* 1954)
- Elliott Kieff (* 1943)
- David King (* 1939)
- Peter T. Kirstein (1933–2020)
- William English Kirwan (* 1938)
- Philip Kitcher (* 1947)
- Herbert Kitschelt (* 1955)
- John Kluge (1914–2010)
- Mimi A. R. Koehl (* 1948)
- Edward Kolb (* 1951)
- Alan B. Krueger (1960–2019)
- Milan Kundera (1929–2023)
- Leonard Lauder (1933–2025)
- Ang Lee (* 1954)
- Anthony Lester, Baron Lester of Herne Hill (1936–2020)
- Philip Levine (1928–2015)
- Steven Levitt (* 1967)
- David Levering Lewis (* 1936)
- Charles M. Lieber (* 1959)
- Douglas N. C. Lin (* 1949)
- Michael Loewe (1922–2025)
- Peter Lougheed (1928–2012)
- Kenneth Ludmerer (* 1947)
- Michael Lynch (* 1951)
- Mark Machina (* 1954)
- Nagib Mahfuz (1911–2006)
- Iain Mattaj (* 1952)
- Claire Ellen Max (* 1946)
- Renate Mayntz (* 1929)
- Peter McCullagh (* 1952)
- Bernard McGinn (* 1937)
- Patrick Joseph McGovern (1937–2014)
- William J. McGuire (1925–2007)
- Harry McSween (* 1945)
- Anthony Ross Means (* 1941)
- Douglas Medin (* 1944)
- Fritz Melchers (1936–2025)
- Felix Mitelman (* 1940)
- John Hardman Moore (* 1954)
- Wataru Mori (1926–2012)
- William W. Murdoch (* 1939)
- William Nix (* 1936)
- Victor Nussenzweig (1928–2025)
- Kenzaburō Ōe (1935–2023)
- George A. Olah (1927–2017)
- Jerrold M. Olefsky (* 1941)
- David W. Packard (* 1940)
- Ariel Pakes (* 1949)
- Grace Paley (1922–2007)
- Herb Pardes (* 1934)
- Katharine Park (* 1950)
- Itzhak Perlman (* 1945)
- Elizabeth J. Perry (* 1948)
- John Perry (* 1943)
- Gregory Petsko (* 1948)
- Carl H. Pforzheimer (* 1936)
- Joseph Polchinski (1954–2018)
- James Polshek (* 1930)
- Robert N. Proctor (* 1954)
- Wayne Proudfoot (* 1939)
- Matthew Rabin (* 1963)
- Bruce Redford (* 1953)
- Joseph Rishel (1940–2020)
- Giacomo Rizzolatti (* 1937)
- Tina Rosenberg (* 1960)
- Arthur Ross (1910–2007)
- Ingrid D. Rowland (* 1953)
- Warren Rudman (1930–2012)
- Oliver Sacks (1933–2015)
- Virginia Sapiro (* 1951)
- Fritz W. Scharpf (* 1935)
- George C. Schatz (* 1949)
- Klaus R. Scherer (* 1943)
- Daniel Schorr (1916–2010)
- Sara Lee Schupf (* 1941)
- Rebecca J. Scott (* 1950)
- Steven Shavell (* 1946)
- Thomas E. Shenk (* 1947)
- Lee Shulman (* 1938)
- Kenneth E. Silverman (1936–2017)
- Charles Simic (1938–2023)
- Anne-Marie Slaughter (* 1958)
- W. D. Snodgrass (1926–2009)
- Bruce Spiegelman (* 1952)
- Nicholas C. Spitzer (* 1942)
- Bob Sproull (* 1947)
- Peter J. Stang (* 1941)
- Guy Lewis Steele junior (* 1954)
- David A. Strauss (* 1952)
- Michael P. Stryker (* 1947)
- Lawrence E. Sullivan (* 1953)
- Jacob Sundberg (* 1927)
- William W. Tait (1929–2024)
- Naoyuki Takahata (* 1946)
- Mark H. Thiemens (* 1950)
- Stephen Joel Trachtenberg (* 1937)
- Michael Traynor (* 1934)
- Yi-Fu Tuan (1930–2022)
- Mark Tushnet (* 1945)
- Laura D’Andrea Tyson (* 1947)
- Ronald Vale (* 1959)
- Robert Vishny (* 1959)
- Frank W. Walbank (1909–2008)
- Peter Walter (* 1954)
- Tim White (* 1950)
- John A. Whitehead (* 1941)
- Sue Wickner (* 1945)
- Clifford Will (* 1946)
- Ian A. Wilson (* 1949)
- Mark Wise (* 1953)
- Thomas Witten (* 1944)
- Irving Wladawsky-Berger (* 1945)
- Richard Wolfenden (* 1935)
- Allen W. Wood (* 1942)
- Charles Wright (* 1935)